# Gian Marco Ferrari
 (mai 2021).
 (mai 2021).
Si vous disposez d'ouvrages ou d'articles de référence ou si vous connaissez des sites web de qualité traitant du thème abordé ici, merci de compléter l'article en donnant les références utiles à sa vérifiabilité et en les liant à la section « Notes et références ».
Gian Marco Ferrari, né le 15 mai 1992 à Parme, est un footballeur italien. Il évolue au poste de défenseur central et il est actuellement sans club.